# Wormhout
Wormhout település Franciaországban, Nord megyében. Lakosainak száma 5645 fő (2022. január 1.). Wormhout Oudezeele, Bambecque, Esquelbecq, Hardifort, Herzeele, Ledringhem, Quaëdypre, Socx, West-Cappel, Wylder és Zermezeele községekkel határos.

## Népesség
A település népessége az elmúlt években az alábbi módon változott:
| Lakosok száma | 5469 | 5565 | 5685 | 5632 | 5665 | 5672 | 5709 | 5705 | 5645 |
|               | 2013 | 2015 | 2016 | 2017 | 2018 | 2019 | 2020 | 2021 | 2022 |